# Anaurilândia
Anaurilândia is een gemeente in de Braziliaanse deelstaat Mato Grosso do Sul. De gemeente telt 8.697 inwoners (schatting 2009).
De gemeente grenst aan Bataguassu, Vila Quebracho, Bataiporã, Rosana, en Nova Andradina.